# Зброяр
Зброяр — приватна українська компанія, що спеціалізується на виробництві високоточних спортивно-мисливських гвинтівок.

## Історія
Компанія «Зброяр» заснована в 2007 році, як спеціалізоване малосерійне виробництво високоточних спортивно-мисливських гвинтівок. Відомою компанія стала завдяки своїй гвинтівці Z-008 на основі якої було розроблено моделі військового призначення, які за рядом показників перевершували дорожчі закордонні аналоги.
Компанія починала свою діяльність з невеликого парку верстатів на орендованих площах Київського радіозаводу. В 2013 році відбулася реорганізація і технічна модернізація виробництва. Внаслідок, долучилися спеціалісти з досвідом роботи в оборонній та аерокосмічній галузях, а їхня кількість зросла до більш ніж 80 чоловік.
З появою в асортименті самозарядних карабінів (за схемою Стоунера) Z-15 і Z-10 компанія «Зброяр» зазнала змін. Був збільшений штат співробітників, збільшили ступінь локалізацій вироблених гвинтівок.[джерело?]
Реформування компанії триває і зараз,[коли?] розширено склад КБ, збільшено виробничі потужності.[джерело?] Кардинально реформована служба контролю якості.[джерело?]

## Визнання
Українська команда з гвинтівками Зброяр Z-008 завоювала друге місце на чемпіонаті Європи в F-класі в 2011 і 2012 роках.